# Válečný stav v Polsku (1981–1983)

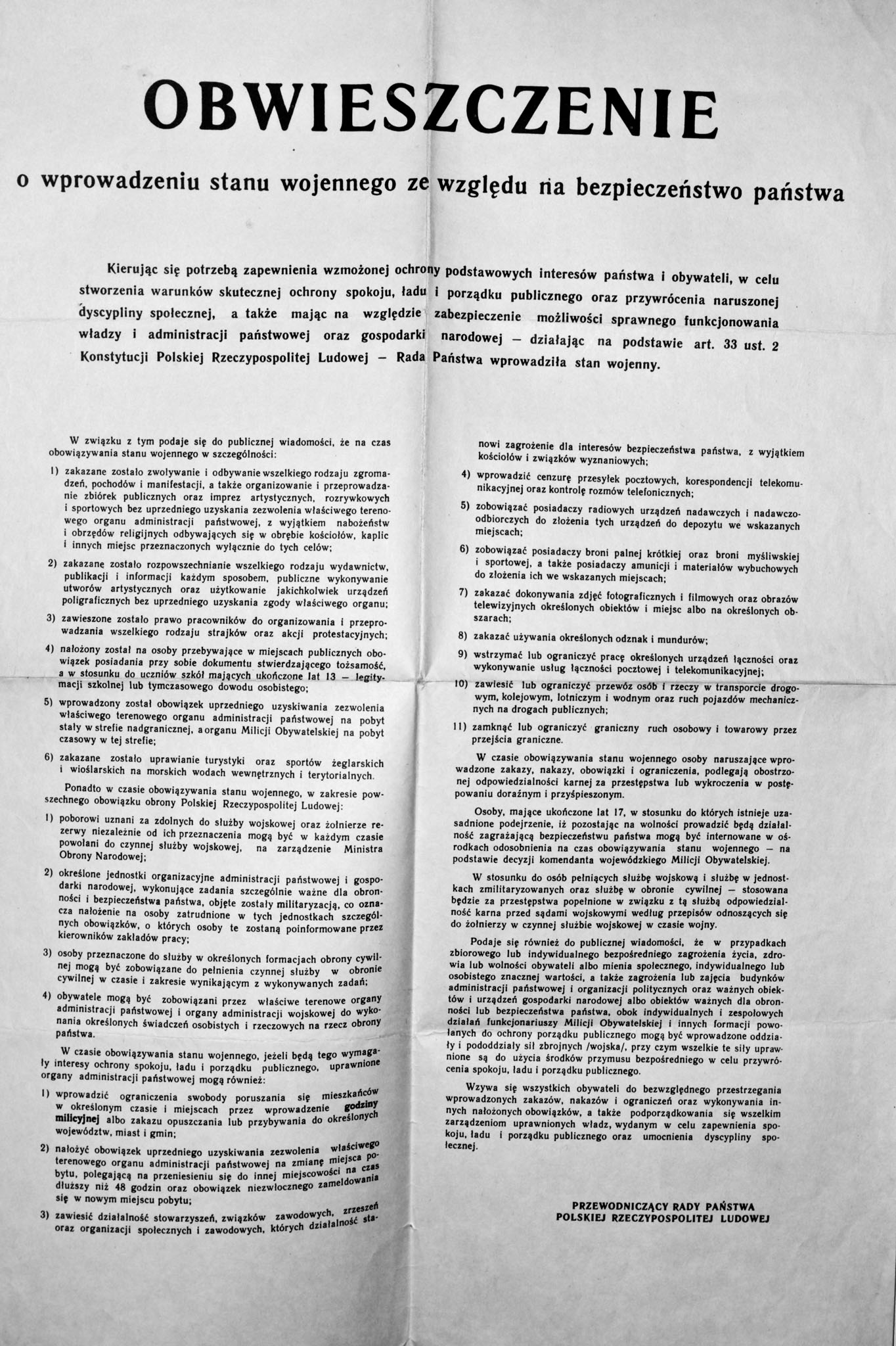
Vyhlášení válečného stavu Vojenskou národní radou

Válečný stav v Polsku (polsky Stan wojenny w Polsce) je označení politických událostí v Polské lidové republice v období od 13. prosince 1981 do 22. července 1983.

## Průběh

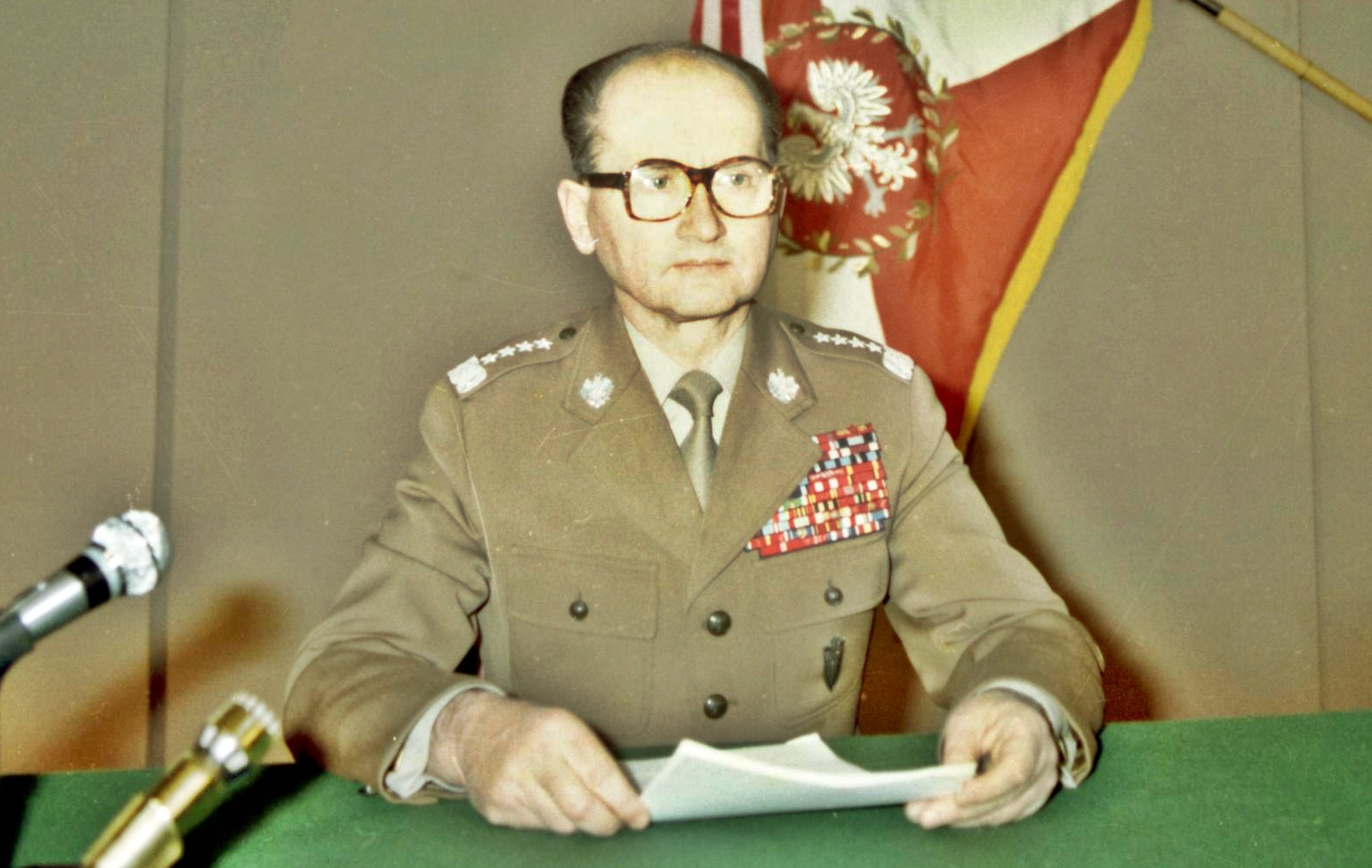
Wojciech Jaruzelski při projevu o zavedení válečného stavu. Varšava, 13. prosince 1981

Autoritářská komunistická vláda v Polsku vyhlásila válečný stav, předpokládaný pro případ vnějšího vojenského napadení, protože přes požadavek vlády Sejm odmítl vyhlášení (civilního) výjimečného stavu. Přípravy na zavedení výjimečného resp. válečného stavu probíhaly - v utajení před všemi ústavními institucemi - od listopadu 1980, dva dny po úřední registraci Nezávislé autonomní odborové organizace Solidarita (NSZZ Solidarność). Válečný stav se rozhodla zavést nejednomyslně Státní rada 12. prosince 1981, na návrh neústavní Vojenské rady národní záchrany (VRNZ), která se nadřadila ústavním institucím státu.
Dodatečně byl potvrzen válečný stav Sejmem až usnesením ze dne 25. ledna 1982. Kolem 22:30 dne 12. prosince byly vyřazeny veškeré nevojenské telekomunikace.
13. prosince 1981 v 0:00 hodin zahájily pohotovostní oddíly policie ZOMO podle připravených seznamů 13 tisíc činitelů opozice všeobecné zatýkání. Část z nich unikla a založila odbojové organizace, např. Solidarita bojující.
Ve všech centrálních a významných institucích bylo nasazeno kolem 8 tisíc vojenských komisařů, zavedena všeobecná cenzura korespondence.
VRNZ vyhlásila stanné právo ve snaze zlikvidovat politickou opozici, etablovanou při protestech mj. proti růstu cen, zaviněných špatným hospodařením Polska s velkým zahraničním dluhem, nedostatkem potravin a zastaralou průmyslovou základnou, kdy za ropné krize v roce 1973 začala polská ekonomika, za vedení Edwarda Gierka, výrazně stagnovat.

## Reakce opozice
Veškerá opozice válečný stav odmítla a vyhlásila stávkové hnutí, nejsilněji uhelných dolů a loděnic. Ale až na několik výjimek všeobecně většina společnosti válečný stav přijala jako nutné zlo. Následovaly rozsáhlé represe včetně četného propouštění z práce apod. Důsledkem byla veliká vlna emigrace do západních zemí.
Při nepokojích bylo zabito 91 osob a 10 131 opozičních vůdců a aktivistů bylo komunistickou mocí uvězněno bez soudů, většinou ve zřízených internačních táborech. 31. prosince 1982 byl válečný stav pozastaven. Ačkoli válečný stav byl ukončen 22. července 1983, velká část politických vězňů byla propuštěna teprve po všeobecné amnestii v roce 1986.